# Massachusett
Le massachusett  (aussi appelé natick, wampanoag ou wôpanâak) est une langue algonquienne de la branche orientale parlée dans le sud de l'État de Massachusetts, par les Massachusetts et les Wampanoags. La langue est éteinte.

## Connaissance de la langue
La langue est connue par les travaux d'un missionnaire, John Eliot, qui a traduit la Bible en massachusett et écrit un livre de lecture. En 1903, James Hammond Trumbull publie un dictionnaire natick-anglais (The Natick Dictionary).

## Wôpanâak Language Reclamation Project (WLRP)
En 1993 plusieurs tribus de la nation wampanoag démarrent le Wôpanâak Language Reclamation Project (Projet de recouvrement de la langue wôpanâak – WLRP) afin de raviver la langue. En 1996 Jessie Littledoe Baird travaille avec le linguiste Ken Hale et des étudiants au Massachusetts Institute of Technology. 
Après avoir obtenu son Masters en Linguistique en 2000, Baird commence à enseigner le massachusett à Mashpee et à Aquinnah. Plusieurs ouvrages d’apprentissage de la langue (dictionnaire et livres de lectures) ont été écrits ou sont en cours d’élaboration. En 2011, le dictionnaire compte plus de 11 000 mots.